# Zona metropolitana de Tehuacán
La Zona metropolitana de Tehuacán es un área metropolitana de México ubicada al sur del estado de Puebla. Es la segunda zona metropolitana del estado de Puebla. De acuerdo con el censo de población y vivienda del INEGI en 2020, el municipio de Tehuacán cuenta con 327,312 habitantes, siendo el segundo municipio más poblado del estado. Mientras que la zona metropolitana está compuesta por dos municipios: Tehuacán y Santiago Miahuatlán sumando una población de 357,621 habitantes. Se estima que para el 2030 aumente la población entre 400 000 y 500 000 bajo estadísticas del INEGI.

## Delimitación
La zona metropolitana está compuesta por dos municipios: Tehuacán y Santiago Miahuatlán. 
| Código INEGI | Municipio           | Población (2020) | Territorio (km²) |
| ------------ | ------------------- | ---------------- | ---------------- |
| 149          | Santiago Miahuatlán | 30,309           | 93.70            |
| 156          | Tehuacán            | 327,312          | 553.67           |
| Total        | Total               | 357,621          | 647.37           |

### Localidades urbanas
Dentro de la zona metropolitana se encuentran cinco localidades urbanas:
- Santiago Miahuatlán
- San Isidro Vista hermosa
- Tehuacán
- Magdalena Cuayucatepec
- San Cristóbal Tepeteopan